# زمین‌لرزه قوچان
زمین‌لرزه قوچان ممکن است به یکی از موارد زیر اشاره داشته باشد:
- زمین‌لرزه ۱۲۷۲ قوچان
- زمین‌لرزه ۱۲۷۳ قوچان